# Hagen am Teutoburger Wald
Hagen am Teutoburger Wald est une municipalité allemande du land de Basse-Saxe et l'arrondissement d'Osnabrück.